# Cereus apoloensis
Cereus apoloensis là một loài thực vật có hoa trong họ Cactaceae. Loài này được (Cárdenas) P.J.Braun & Esteves mô tả khoa học đầu tiên năm 1995.